# Монетный
Моне́тный — посёлок в Берёзовском муниципальном округе Свердловской области России. Ранее был центром Монетного поссовета города Берёзовского. С 1934 по 2004 год имел статус рабочего посёлка (посёлка городского типа). 

## География

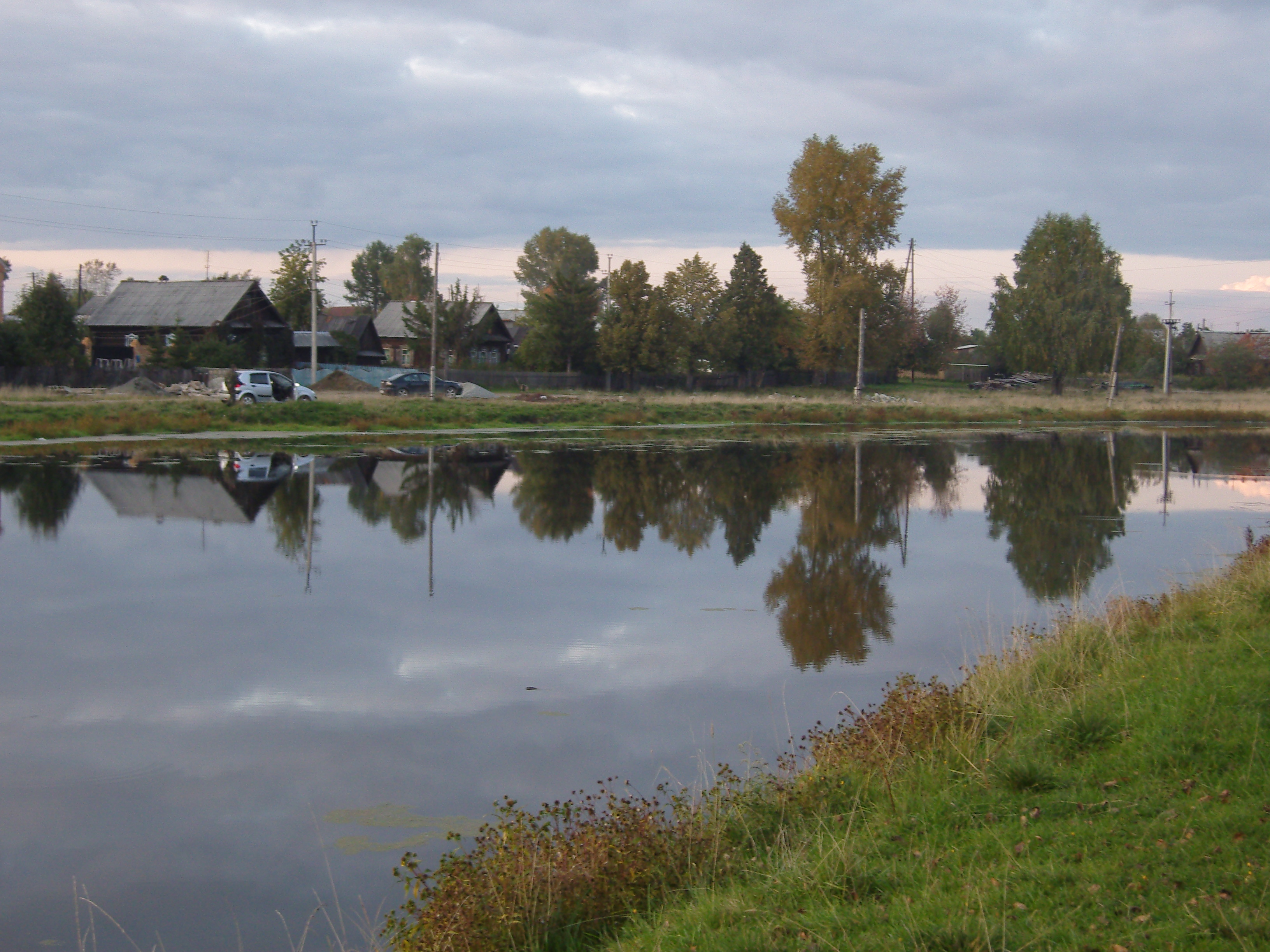
Пруд на реке Кедровке в центре посёлка

Посёлок Монетный расположен в лесной местности, среди череды торфяных болот и невысоких холмов, у подножия Уральских гор. Через посёлок протекает река Кедровка, образуя в центре небольшой пересыхающий пруд. Монетный расположен в 33 километрах к северо-западу от областного центра — города Екатеринбурга, в 17 километрах к северо-северо-востоку от окружного центра — города Берёзовского.
Сам посёлок Монетный представляет собой группу сросшихся посёлков: Благодатный, Первомайский, Каменный, 1-я и 2-я бригады отделения Монетного совхоза (бывшего). В центральной части поселения преимущественно городская застройка.

## История

### Лесная дача Екатеринбургского монетного двора
История посёлка начиналась в 1813 году, когда горное управление отвело большую площадь леса в двадцати верстах на север от Берёзовского завода для заготовки древесного угля и дров. Это сырьё требовалось для плавильных печей Екатеринбургскому монетному двору. Два года спустя в лесу появилась контора, бараки для рубщиков и углежогов, три топильные[прояснить] печи. 
В 1915 году началось строительство железнодорожной линии Екатеринбург — Тавда. Открыта создана станция Монетная.
В 1928 году началось строительство крупного механизированного торфопредприятия, по узкоколейной железной дороге торф поставлялся на котельные «Уралмашзавода». Добыча торфа происходила руками раскулаченных крестьян, которые находились на положении ссыльных.
Как посёлок Монетный возник в 1931 году. В 1934 году был отнесён к категории рабочих посёлков.
Указом Президиума Верховного Совета РСФСР от от 5 июня 1942 года посёлок Первомайский включён в черту Монетного.
В годы Великой Отечественной войны и в течение первых лет после Победы на территории посёлка Монетного действовали шахты полиметаллических руд. Был и лагерь венгерских военнопленных, работавших на этих шахтах вместе с местным населением. Работников стали привлекать путём вербовки, преимущественно в Пензенской области и Мордовской АССР.
В 1945 году запустили Монетный ремонтно-механический завод (в настоящее время ликвидирован), в 1951 году — Монетный трактороремонтный завод.
В 1995 году был основан Бобровский лакокрасочный завод с товарным знаком — бобрёнок с кисточкой. В 2005 году заводом приобретены цеха на территории трактороремонтного завода, в 2006 году было закуплено оборудование фирмы «PROFARB», проведена реконструкция.
В декабре 2020 года внесён законопроект о преобразовании посёлка в виде присоединения к нему посёлка Молодёжного. Областным законом № 153-ОЗ от 23 декабря 2020 года к Монетному присоединён посёлок Молодёжный.

## Религия

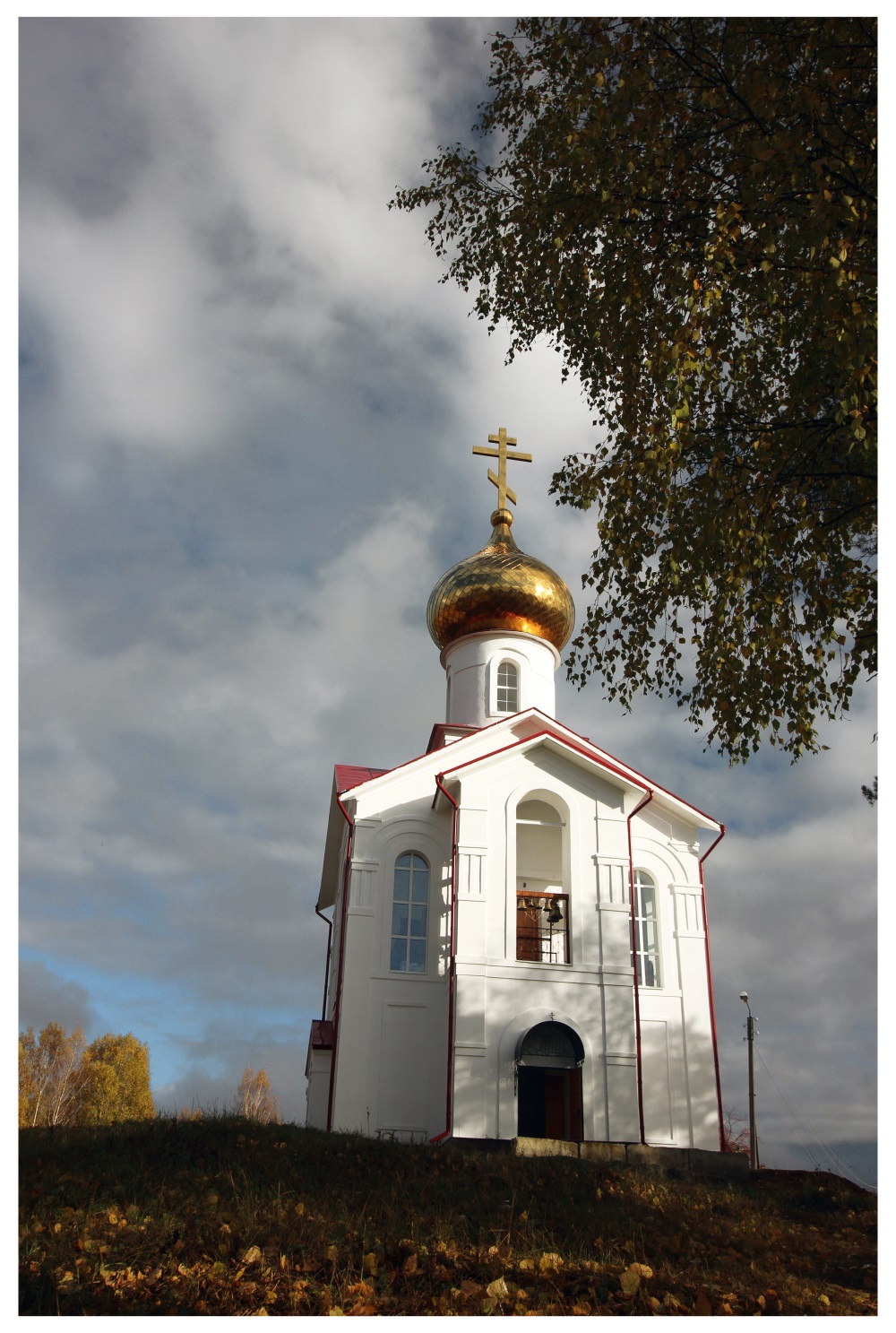
Храм Владимира Равноапостольного

В 1997 году в честь Покрова Пресвятой Богородицы был открыт православный Покровский молитвенный дом, деревянный, однопрестольный. В сентябре 2006 году во имя святого равноапостольного князя Владимира заложен православный Князе-Владимирский храм высотой 27 метров.

## Инфраструктура
В посёлке есть досуговый центр, библиотека, 2 средних школы, 4 детских сада, детская школа искусств, коррекционная школа-интернат, участковая больница (закрыта) с поликлиникой и станцией скорой помощи, также работают пожарная часть, сеть магазинов «Флагман», 2 отделения «Почты России» и отделение Сбербанка. Действует  конно-спортивный клуб «Тёмная лошадка». Активно идёт газификация посёлка и строительство новых многоквартирных домов.

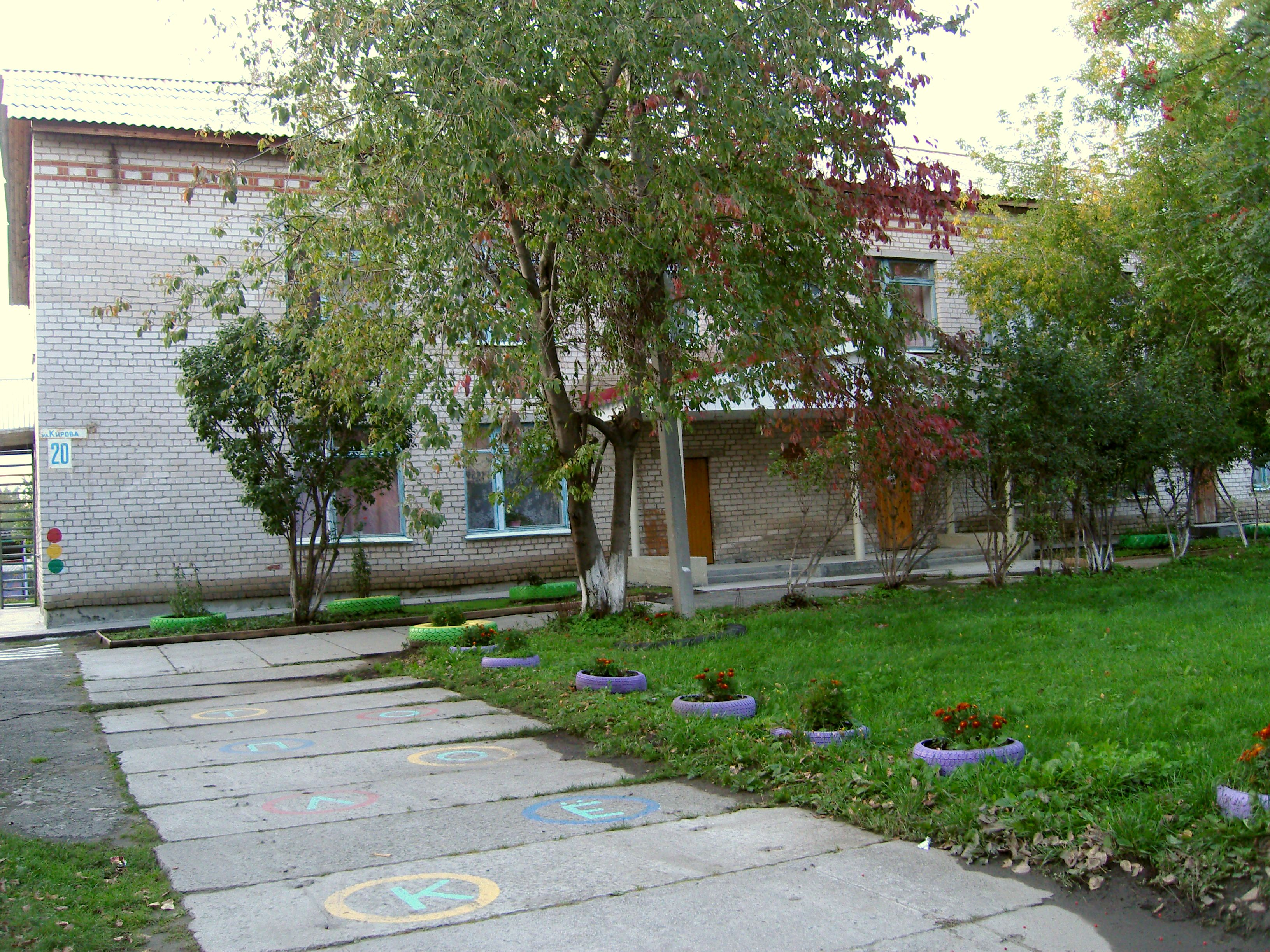
Один из детских садов посёлка
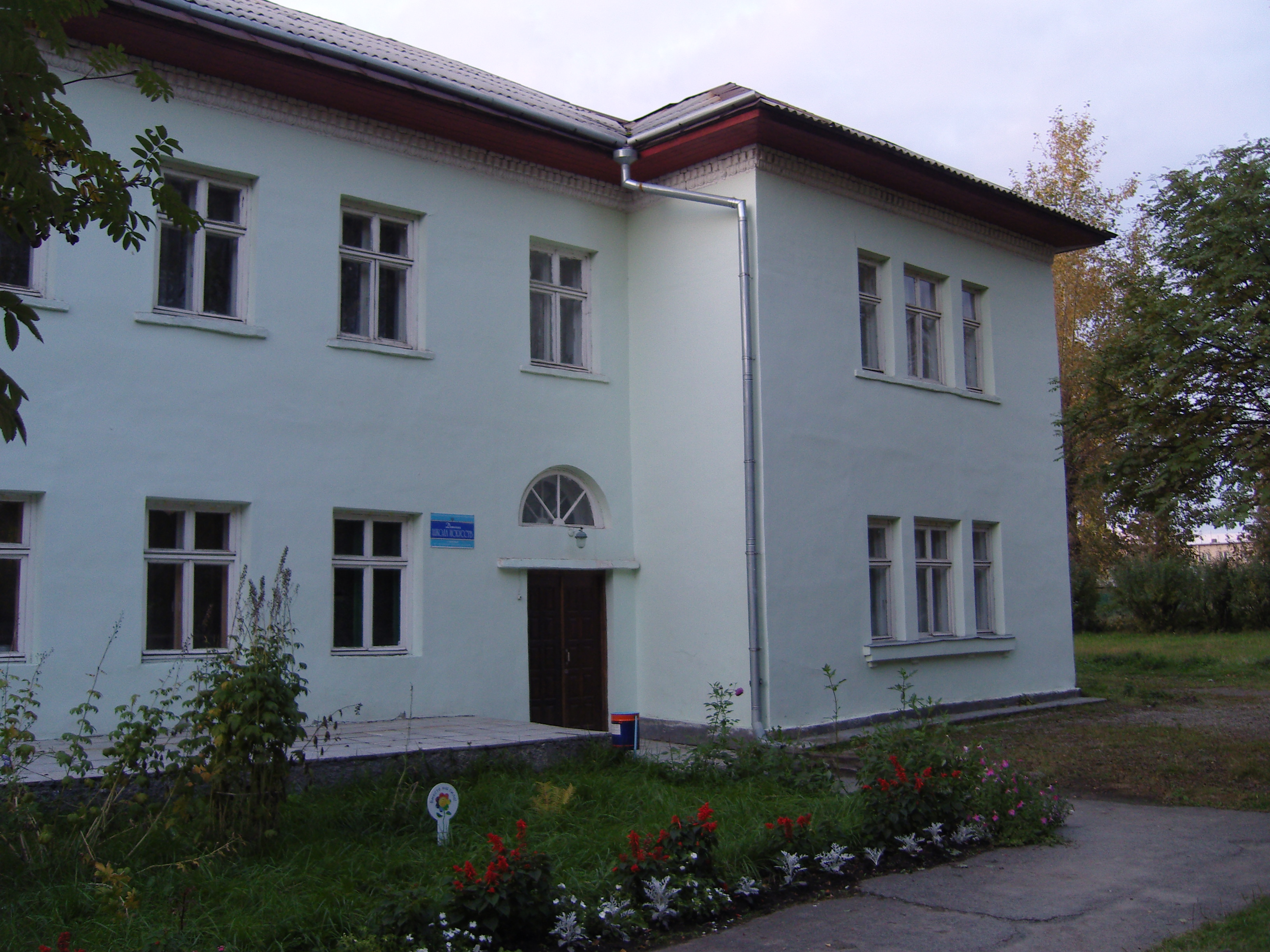
Школа искусств
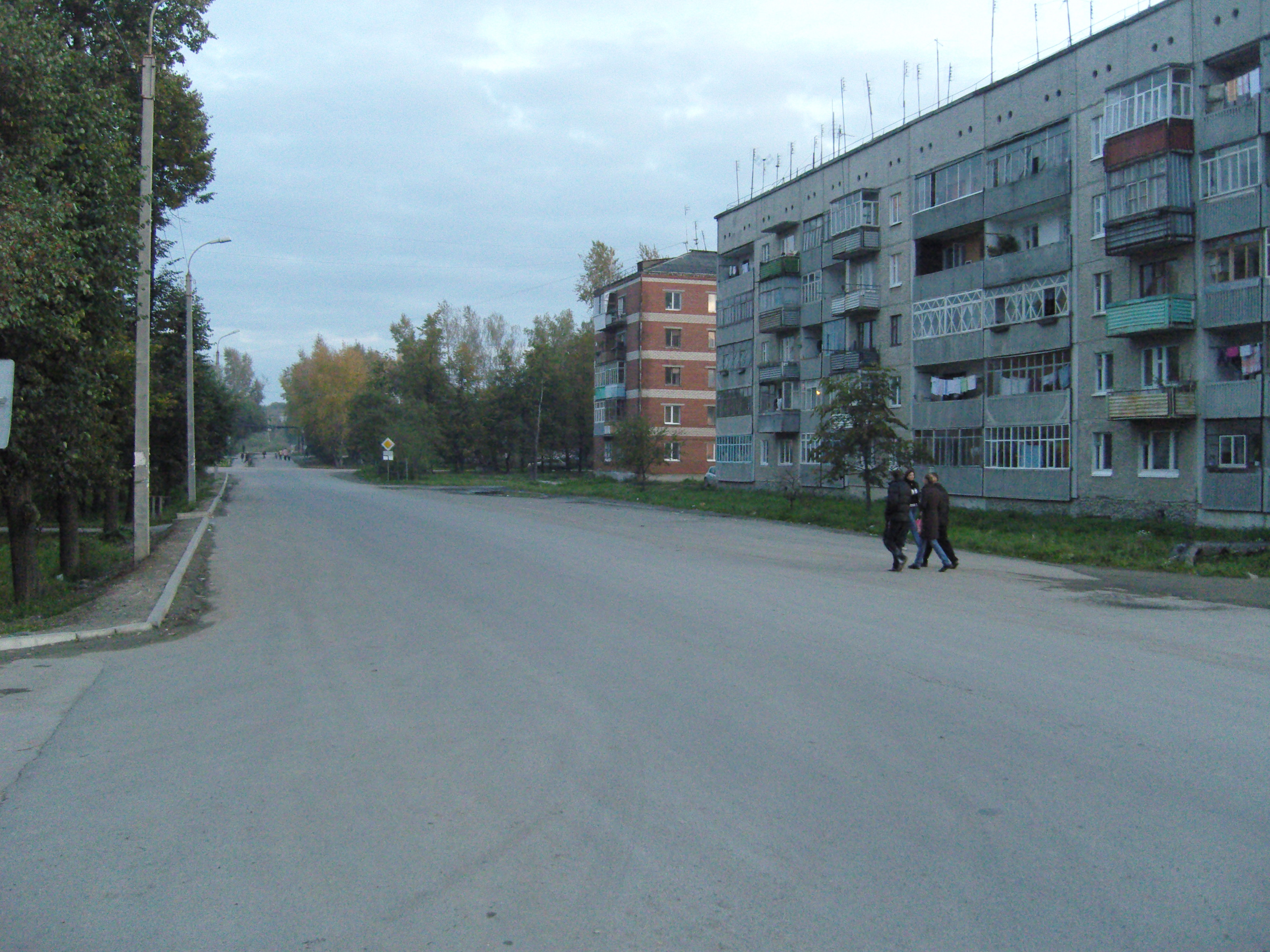
Центр Монетного

## Промышленность
Предприятия посёлка:
- Завод «Бермаш» (бывший «Трактороремонтный завод»);
- ООО «СЕАЛ и К» (алюминеплавильное производство);
- ГУП СО «Монетный щебёночный завод» (производство щебня);
- ЛКЗ «Брозэкс»;
- Завод дверей «Брозэкс Вуд»;
- Завод по производству сотового поликарбоната;
- ООО МПЗ «Экомет» (обработка металлолома (цветмет и чермет) и оптовая торговля отходами и ломом);
- ООО «СППЖТ» (деревообрабатывающее предприятие);
- Группа предприятий «Лесозавод» (лесозаготовительная промышленность);
- ООО ПК «Урал-Эксплотранс» (производство электропроводящих труб из композиций полиэтилена);
- ООО «Инструмент и оснастка» («ИНиОС»);
- УралАвтодор
- ООО «Арта химикал груп»
- ООО ПК «Арсеналвтормет»
- ООО «Октан — К»
- ООО Biotexnology (производство Биомаов)

## Транспорт

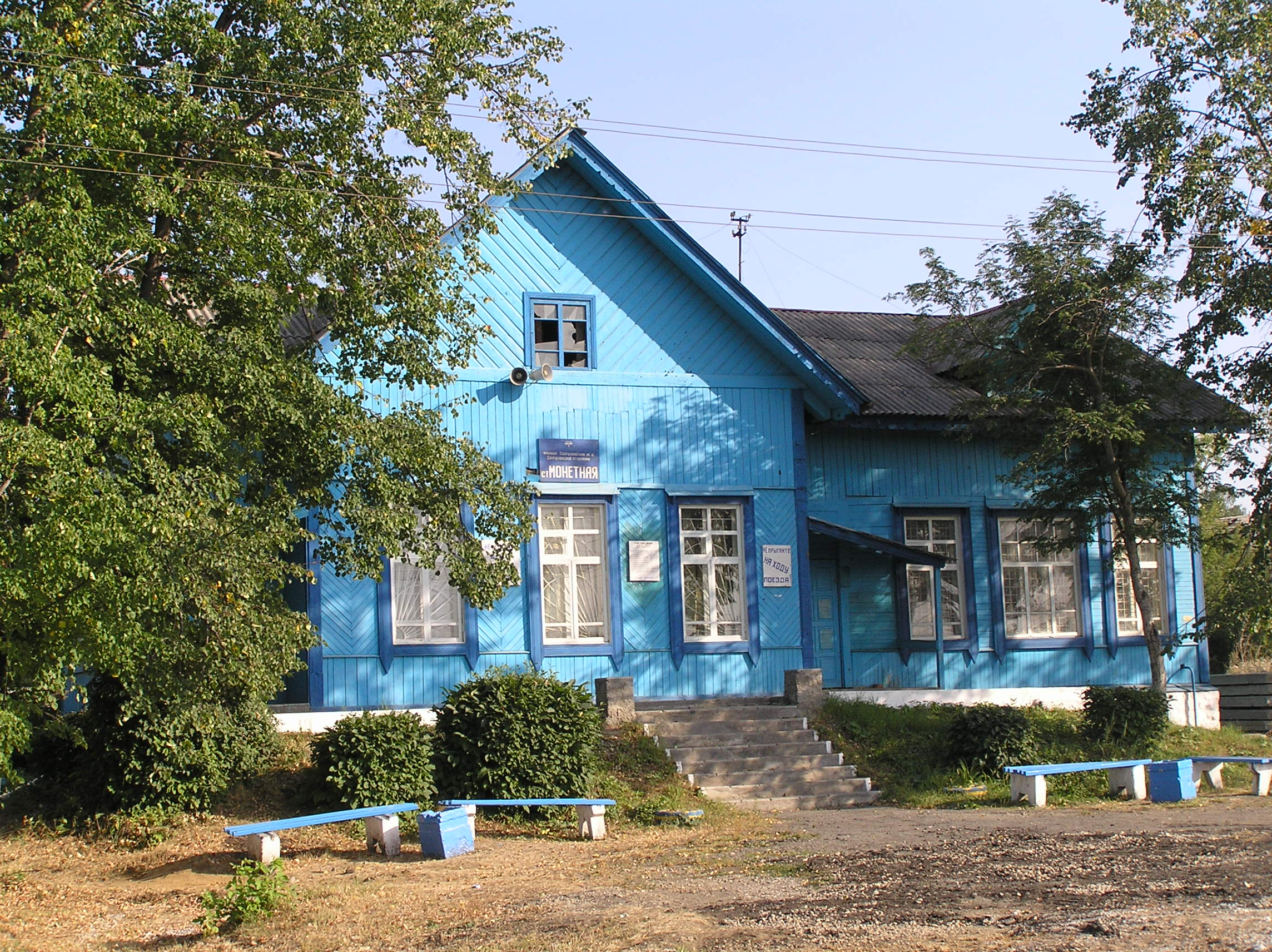
Вокзал Монетного

До посёлка можно добраться из Екатеринбурга, Берёзовского и Режа на автобусе и пригородном поезде. Через посёлок проходит железная дорога и шоссе регионального значения Екатеринбург — Реж. В Монетном есть пассажирская станция Монетная с одноэтажным вокзалом на направлении Екатеринбург — Устье-Аха. 

## Население
| 1959  | 1970  | 1979  | 1989  | 2002  | 2010  | 2018  |
| ----- | ----- | ----- | ----- | ----- | ----- | ----- |
| 9907  | ↘7160 | ↗7373 | ↘6897 | ↘5632 | ↗5633 | ↗6190 |
| 2021  |       |       |       |       |       |       |
| ↘5616 |       |       |       |       |       |       |